# Conostomium quadrangulare
Conostomium quadrangulare là một loài thực vật có hoa trong họ Thiến thảo. Loài này được (Rendle) Cufod. mô tả khoa học đầu tiên năm 1948.